# سابين دايتمر
سابين دايتمر (بالألمانية: Sabine Deitmer) (ولدت في يينا في 21 أكتوبر 1947) هي أديبة ألمانية، تعد من أبرز من كتبوا الرواية البوليسية في ألمانيا.

## حياتها
نشأت سابين دايتمر في دوسلدورف، ودرست اللغتين الإنجليزية والرومانية وآدابهما وكذلك علوم الأدب في بون وكونستانتس. وقد كتبت رسالتها للماجستير حول «بنية الرواية البوليسية في روايات أجاثا كريستي».
أقامت فترة في كل من إنجلترا وبرلين والبودنزي، قبل أن تنتقل للعيش في منطقة الرور في عام 1978. وقد عملت فترة طويلة في مجال التعليم، وابتداء من عام 1990 تفرغت للكتابة الحرة وأقامت في دورتموند.

## إنتاجها الأدبي
نشرت سابين أولى كتاباتها بالاشتراك مع كاتبات أخرى في الحركة النسائية، في دار نشر خاصة بالحركة. وقد حققت لها مجموعة قصصها البوليسة بعنوان «الوداع يا برونو» (بالألمانية: Bye, Bye Bruno) نجاحا كبيرا. ومنذ ذلك الحين كتبت روايات بوليسية كثيرة جدا، حققت نجاحا كبيرا في المبيعات. وقد ترجمت رواياتها البوليسية إلى لغات عدة، وحول الكثير منها إلى أفلام سينمائية، مثل روايتها «قبلات باردة».

## جوائز حصلت عليها
وقد حصلت سابين دايتمر على العديد من الجوائز الأدبية، منها «جائزة الرواية البوليسية الألمانية» عام 1995 عن روايتها «قبلات باردة» (بالألمانية: Kalte Küsse)، وكذلك حصلت على جائزة كاتبات الراية الرواية البوليسية من مدينة فيسبادن، عن روايتها «طعنات قاتلة» (بالألمانية: Scarf Stiche).

## من أعمالها
- الوداع يا برونو (1988).
- هكذا تفعل البنات المهذبات أيضا (1990).
- قبلات باردة (1993).
- سيدات متسلطات (1994).
- ليالي النيون (1995).
- أجمل رجال المدينة (1997).
- مساعدون قتلة (2003).
- طعنات قاتلة (2004).
- خطط محكمة (2007).

## روابط خارجية
- سابين دايتمر على موقع IMDb (الإنجليزية)
- سابين دايتمر على موقع قاعدة بيانات الفيلم (الإنجليزية)